# Alexandre Bodin
Pour les articles homonymes, voir Bodin.
Alexandre Bodin dit Alexandre Bodin de Montribloud, est un homme politique français né le 23 avril 1804 à Lyon (Rhône) et mort le 9 février 1893 à Saint-André-de-Corcy (Ain).

## Biographie
Propriétaire du château de Montribloud, il est député de l'Ain de 1848 à 1849, siégeant à droite, et de 1852 à 1869, siégeant dans la majorité soutenant le Second Empire.
Il crée en 1864 la société anonyme, dénommée Compagnie de la Dombes, pour construire et exploiter une ligne de chemin de fer et dessécher et mettre en valeur six mille hectares au moins d'étangs, avec François Barthélemy Arlès-Dufour, Henri Germain, Louis Frémy, Comte Le Hon, Félix Mangini, Amédée Sellier et Lucien Mangini, ce dernier agissant en son nom personnel et celui de messieurs Henri Germain, Louis Guérin et Gabriel Saint-Olive.

## Distinctions
- Officier de la Légion d'honneur (13 aout 1864)[2]

## Sources
- « Alexandre Bodin », dans Adolphe Robert et Gaston Cougny, Dictionnaire des parlementaires français, Edgar Bourloton, 1889-1891 [détail de l’édition]